# Рёкле, Франц
Франц Рёкле (нем. Franz Roeckle, род. 15 декабря 1879 г. Вадуц — ум. 1953 г. Вадуц) — лихтенштейнский архитектор.

## Жизнь и творчество
Ф.Рёкле получил архитектурное образование в Высшей технический школе Штутгарта (ныне — Штутгартский университет). С 1908 года он работает архитектором во Франкфурте-на-Майне. В начале своей деятельности он много сотрудничает с еврейскими организациями — строит синагоги во Франкфурте и в Оффенбахе-на-Майне, иудаистский госпиталь во Франкфурт-Борнхайме.
После окончания Первой мировой войны Ф.Рёкле проектирует во Франкфурте-на-Майне здание Института социологических исследований. Затем, по заказам франкфуртского советника по городскому строительству Эрнста Мея, осуществляет возведение нескольких жилых комплексов в этом городе — используя при этом передовые методы строительства и внедряя новые строительные материалы (основным из этих комплексов была т. н. Heimatsiedlung). В 1928 году Ф.Рёкле становится одним из основателей общества архитекторов Франкфурта-на-Майне Vereinigung Frankfurter Architekten «Die Gruppe».
Ф.Рёкле участвует также в разработке проекта Вальтера Гропиуса и Отто Хесслера по созданию образцового жилого поселения в районе Карлсруэ-Даммершток. Ему принадлежит крупнейшая личная (по сравнению с участием других арихитекторов проекта) доля в разработке и планировании поселения — до 30/%. В значительной части архитектурные решения Ф.Рёкле здесь перекликаются с созданным им во франкфуртском Heimatsiedlung. Ф.Рёкле вводит целый ряд новых архитектурных элементов в проект, значительно повышавших статус этих социальных жилых комплексов (например, разбивает зимные сады).
В 1932—1933 годах в Вадуце по проекту Ф.Рёкле строится городская Ратуша.

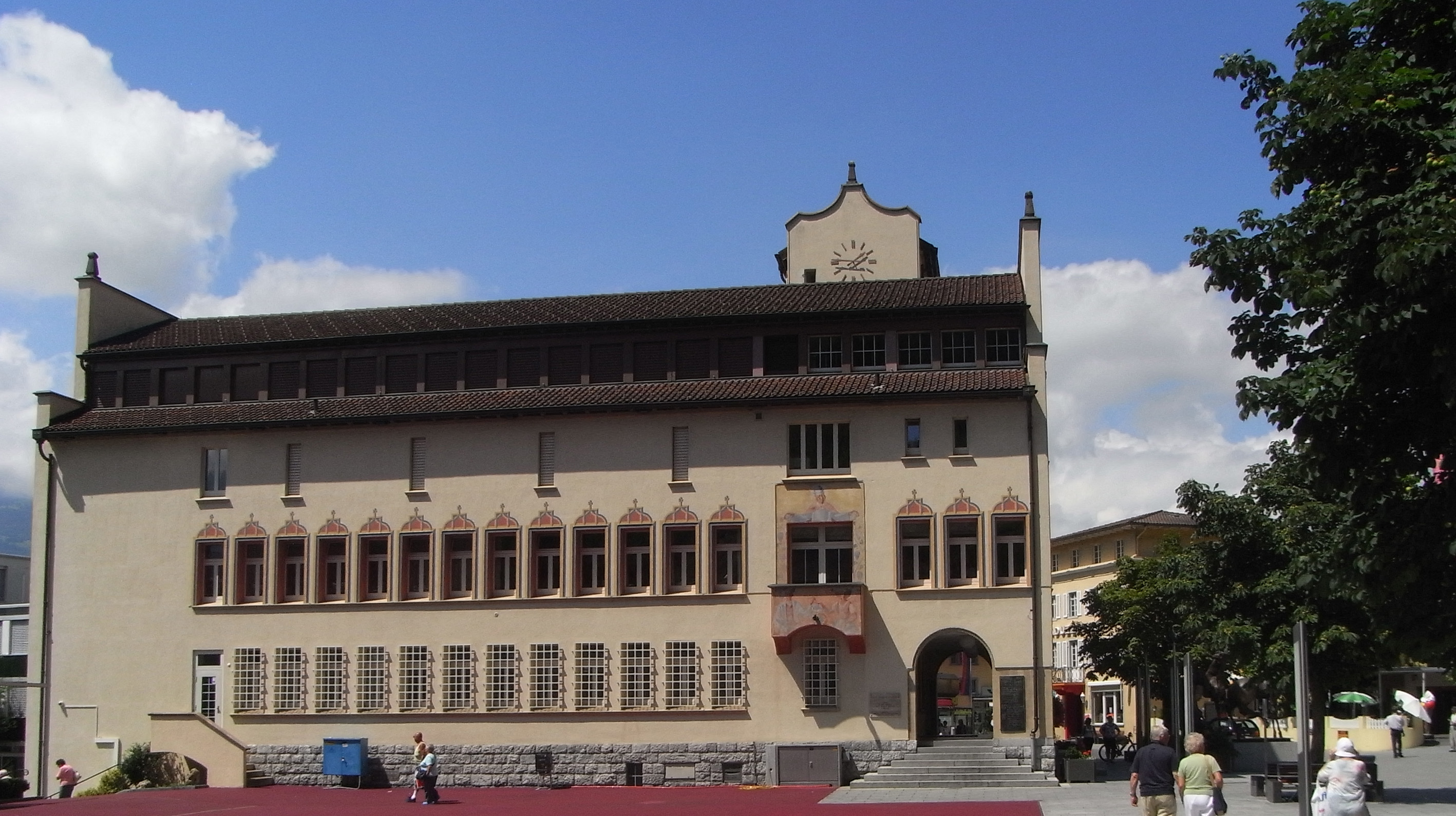
Ратуша Вадуца (1932-1933)
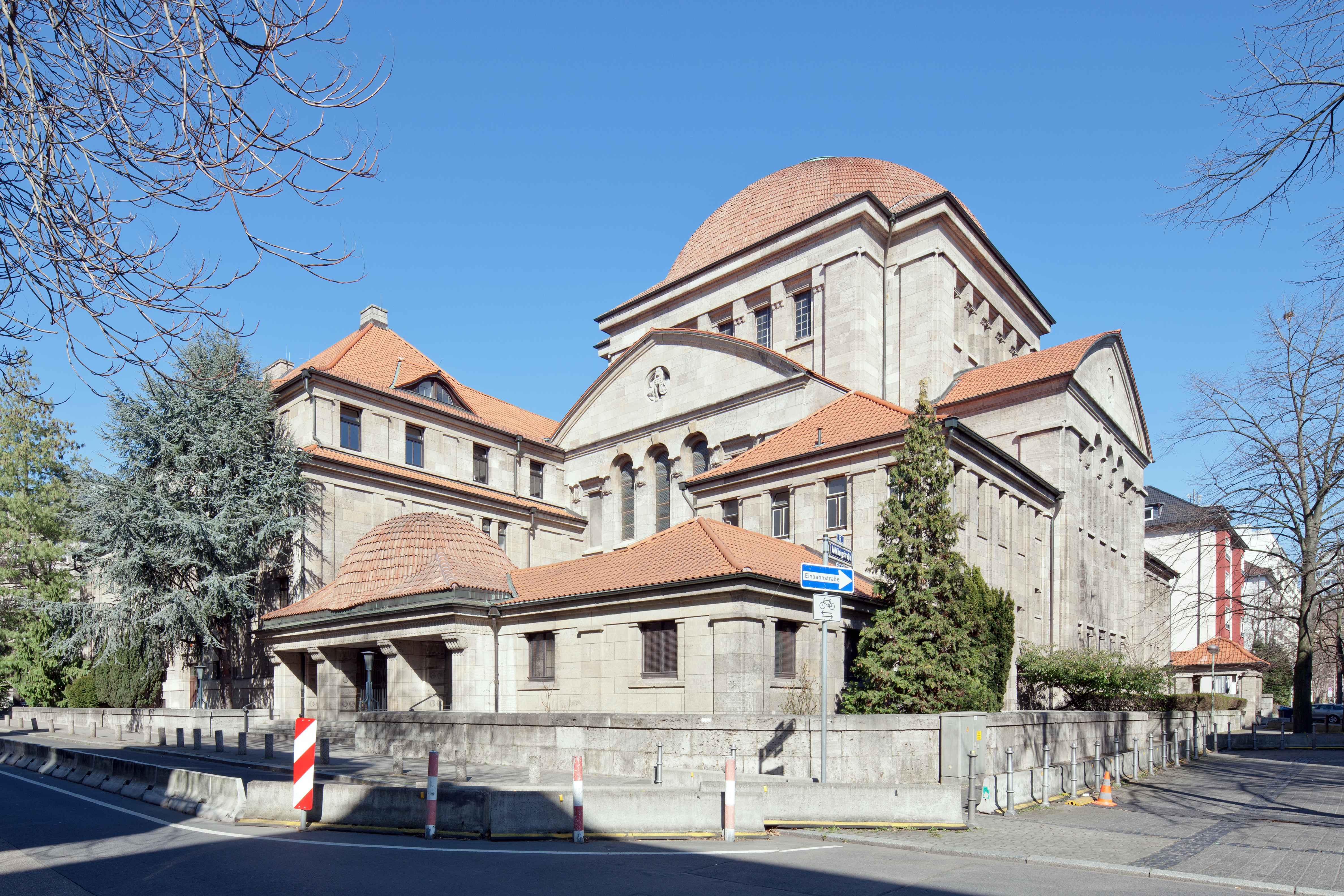
Вестэнд-синагога во Франкфурте-на-Майне (1908-1910)

## Политическая деятельность
В 1930-х годах архитектор придерживался антисемитских, националистических взглядов. Согласно некоторым данным, Ф.Рёкле участвовал в осуществлённом 15 апреля 1933 года похищении в Вадуце обвинённых в Германии в инсценированном банкротстве и бежавших из Берлина в Лихтенштейн театральных антрепренёров еврейского происхождения Альфреда и Фрица Роттер, а также жён. Во время этой авантюры А.Роттер с женой насмерть разбились при падении, Ф.Роттер и его подруга были тяжело ранены. Похищение имело целью выдать евреев в руки национал-социалистского правосудия в Германии. В результате Ф.Рёкле и участвовавшие в этом трое других лихтенштейнцев были осуждены и приговорены судом к незначительному штрафу.